# Переулок Водников (Киев)
Переу́лок Во́дников (укр. прову́лок Во́дників) — исчезнувший переулок в Подольском районе города Киева, местность посёлок Шевченко. Пролегал от Кобзарской улицы до улицы Красицкого.
Примыкала улица Водников.

## История
Переулок возник в 50-х годах XX века. Название переулок Водников получил в середине 1950-х годов. В 1980-х годах был ликвидирован и ныне является частью улице Водников. Ныне — часть улицы Водников и проезд между улицами Кобзарской и Красицкого. На некоторых картах переулок обозначен.

## Застройка
Застройка переулка представлена частным сектором, дома относятся к улицам Кобзарской, Водников и Красицкого.
Западнее проезда расположен пруд Кулик.